# FKラド・ベオグラード
フドバルスキ・クルブ・ラド（セルビア語: Фудбалски клуб Рад, セルビア・クロアチア語: Fudbalski klub Rad）は、セルビアのベオグラード・バニツァをホームタウンとするサッカークラブである。

## 概要
ラドは労働を意味するセルビア語で、同名の建設会社によってクラブが設立された。ベオグラード南部のバニツァ地区にあるペータル1世スタジアムをホームスタジアムとしている。
クラブは1958年3月10日に設立された。1980年代に1部リーグに昇格し、2002-03シーズンまで同リーグに留まった。2005-06シーズンに再び1部に昇格したが、1シーズンで降格した。
1988-89シーズンのユーゴスラビア1部リーグでは強豪クラブを抑え、クラブ史上最高の4位でシーズンを終え、翌シーズンのUEFAカップ出場権を獲得した。

## タイトル

### 国内タイトル
- なし

### 国際タイトル
- なし

## 過去の成績
| シーズン | ディビジョン               | ディビジョン | ディビジョン | ディビジョン | ディビジョン | ディビジョン | ディビジョン | ディビジョン | ディビジョン | セルビア・カップ |
| シーズン | リーグ                     | 試           | 勝           | 分           | 敗           | 得           | 失           | 点           | 順位         | セルビア・カップ |
| -------- | -------------------------- | ------------ | ------------ | ------------ | ------------ | ------------ | ------------ | ------------ | ------------ | ---------------- |
| 2006-07  | セルビア・プルヴァ・リーガ | 38           | 18           | 8            | 12           | 53           | 34           | 62           | 5位          | ベスト32         |
| 2007-08  | セルビア・プルヴァ・リーガ | 34           | 16           | 9            | 9            | 50           | 34           | 57           | 4位          | ベスト32         |
| 2008-09  | セルビア・スーペルリーガ   | 33           | 7            | 15           | 11           | 27           | 35           | 36           | 8位          | ベスト16         |
| 2009-10  | セルビア・スーペルリーガ   | 30           | 10           | 7            | 13           | 38           | 39           | 37           | 8位          | ベスト32         |
| 2010-11  | セルビア・スーペルリーガ   | 30           | 14           | 10           | 6            | 38           | 21           | 52           | 4位          | ベスト16         |
| 2011-12  | セルビア・スーペルリーガ   | 30           | 10           | 7            | 13           | 33           | 31           | 37           | 10位         | ベスト32         |
| 2012-13  | セルビア・スーペルリーガ   | 30           | 12           | 8            | 10           | 32           | 30           | 44           | 7位          | 準々決勝敗退     |
| 2013-14  | セルビア・スーペルリーガ   | 30           | 8            | 5            | 17           | 19           | 37           | 29           | 14位         | ベスト32         |
| 2014-15  | セルビア・スーペルリーガ   | 30           | 13           | 4            | 13           | 33           | 38           | 43           | 6位          | 準々決勝敗退     |
| 2015-16  | セルビア・スーペルリーガ   | 37           | 9            | 13           | 15           | 40           | 47           | 27           | 12位         | ベスト32         |
| 2016-17  | セルビア・スーペルリーガ   | 37           | 11           | 9            | 17           | 29           | 45           | 25           | 11位         | ベスト16         |
| 2017-18  | セルビア・スーペルリーガ   | 37           | 10           | 6            | 21           | 40           | 64           | 26           | 13位         | ベスト16         |
| 2018-19  | セルビア・スーペルリーガ   | 37           | 7            | 12           | 18           | 22           | 44           | 23           | 13位         | ベスト32         |
| 2019-20  | セルビア・スーペルリーガ   | 30           | 4            | 3            | 23           | 23           | 63           | 15           | 15位         | ベスト32         |
| 2020-21  | セルビア・スーペルリーガ   |              |              |              |              |              |              |              | 位           |                  |

## 欧州の成績
| シーズン | 大会                 | ラウンド  | 対戦相手                   | ホーム | アウェー | 合計 |  |
| -------- | -------------------- | --------- | -------------------------- | ------ | -------- | ---- |  |
| 1989-90  | UEFAカップ           | 1回戦     | オリンピアコス             | 2-1    | 0-2      | 2-3  |  |
| 2011-12  | UEFAヨーロッパリーグ | 予選1回戦 | SPトレ・ペンネ             | 6-0    | 3-1      | 9-3  |  |
| 2011-12  | UEFAヨーロッパリーグ | 予選2回戦 | オリンピアコス・ヴォル1937 | 0-1    | 1-1      | 1-2  |  |

## 歴代監督
- ズヴォンコ・ヴァルガ (2001–2002)
- ミラン・ミラノヴィッチ  (2003-2004)
- ズドラヴコ・ゼムノヴィッチ (2004)
- ラドミロ・イバンチェビッチ (2004-2005)
- ミハイロ・イヴァノヴィッチ (2008)
- アレクサンダル・ヤニッチ (2008)
- マルコ・ニコリッチ (2008-2011)
- プレドラグ・ローガン (暫定) (2011)
- スラヴコ・ペトロヴィッチ (2011)
- ミラン・ボサナッツ (暫定) (2011)
- ネボイシャ・ビグニェヴィッチ (2011-2012)
- ラドイェ・スミリャニッチ (暫定) (2012)
- マルコ・ニコリッチ (2012-2013)
- ネボイシャ・ミロシェヴィッチ (2013)
- ネボイシャ・ペトロヴィッチ (2013)
- アレクサンダル・ヤンコビッチ (2013-2014)
- ステヴァン・モイシロヴィッチ (2014)
- ミラン・ミラノヴィッチ (2014-2016)
- ゴルダン・ペトリッチ (2017)
- ゾラン・ミリンコヴィッチ (2018)
- ドラガン・ラドイチッチ (2019)

## 歴代所属選手
- スラヴォリュブ・ムスリン 1973-1975
- ミハイロ・ペトロヴィッチ 1974-1976
- ヴラダ・ストシッチ 1987
- ミロスラヴ・ジュキッチ 1989-1990
- サシャ・ネデリコヴィッチ 1989-1991
- ジェリコ・ツィツォヴィッチ 1989-1997
- ヴラディミル・ユゴヴィッチ 1990
- ゾラン・ミルコヴィッチ 1990-1993
- イヴィツァ・モムチロヴィッチ 1991-1992, 1995-1997
- ヴク・ラショヴィッチ 1993-1997
- ゴラン・ブニェヴチェヴィッチ 1994-1997
- アレクサンダル・ジヴコヴィッチ 1999-2000
- イヴァン・ドゥディッチ 2002-2003
- 森田真吾 2004
- ゾラン・ウルモヴ 2005-2006
- ヴヤディン・サヴィッチ 2007-2009
- ネマニャ・コイッチ 2007-2012
- ルカ・ミリヴォイェヴィッチ 2008-2012
- アンドリヤ・カルジェロヴィッチ 2009-2010, 2016, 2020, 2021
- ミラン・ボージャン 2009-2011
- 李春郁 2010
- フィリプ・クリャイッチ 2012-2013
- スルジャ・クネジェヴィッチ 2014
- ヴェリコ・ビルマンチェヴィッチ 2018
- フィリプ・カサリツァ 2018-2020